# کریستیانو زانتی
کریستیانو زانتی (به ایتالیایی: Cristiano Zanetti) بازیکن فوتبال و اهل ایتالیا است 

## تیم ملی
از سال ۲۰۰۱ میلادی عضو تیم ملی فوتبال ایتالیا بوده و در ۱۷ بازی ملی حضور داشته‌است. او در بازی‌های ملی‌اش ۱ گل به ثمر رساند.